# Luis Becerra
Luis Becerra (Tumaco, Nariño, Colombia; 27 de febrero de 1992) es un futbolista colombiano. Juega de centrocampista y su equipo actual es el Club Llaneros de la Categoría Primera B colombiana.

## Clubes
| Club            | País     | Año             | Partidos | Goles |
| --------------- | -------- | --------------- | -------- | ----- |
| Deportivo Pasto | Colombia | 2011 - 2013     | 15       | 0     |
| Club Llaneros   | Colombia | 2014 - Presente | 82       | 0     |

## Palmarés

### Campeonatos nacionales
| Título    | Club            | País     | Año  |
| --------- | --------------- | -------- | ---- |
| Primera B | Deportivo Pasto | Colombia | 2011 |